# アステカ (パチスロ)
アステカ（AZTECA）とは、1999年1月19日にエレクトロコインジャパンから発売されたB-CTタイプのパチスロ機。

## 概要
『ウルトラマン倶楽部3』で初めて搭載されたチャレンジタイム（CT）を搭載。アステカ文明をモチーフとした。中間設定以上での破格のスペックもさることながら、CT中の目押しを極力簡素化したことで、従来のCT機ではほぼ成し得ていなかった「さほど目押しの得意でない一般層」をも取り込むことに成功した。最終的に8万台以上のセールスを果たしてCT機として最大のヒット機種となったこと、また、パチスロ情報誌上の人気アンケートや年間ランキングにおいて軒並み支持を得たことも手伝い、CT機というカテゴリに限らず1999年度における代表機種のひとつとしてプレイヤーから高い評価を受けた機種として知られる。

## 特徴
ゲーム性
- 基本的にはリーチ目によってボーナス成立を察知するタイプの機種だが、不完全告知機能も搭載している。アステカルーレットというチャンス演出が時折発生し、これが伴った場合のみ告知ランプ点灯の可能性がある（発生すればボーナスの当否は完全告知され、はずれれば非成立確定）。
- 左・右リールに「デカチリ」という1リール払い出し絵柄（払い出し対象は左リールのみ）が存在する。絵柄配列の2枠分を使って太陽のような絵柄を表現しており、プレイヤーに非常に強いインパクトを与えた。左リールのデカチリには透過部分があり、絵柄自体の視認性も相まって、CT機にはつきものの懸念であった目押し難度を下げることに成功した。ビッグボーナス中の小役ゲームにおいても頻繁に下チリ（7枚役で必ず左上段に揃うので払い出しは14枚）が揃い、リプレイはずしの目安の絵柄になるなどの役割も果たしている。また、右リールのデカチリは強力絵柄として扱われており、出現して小役が揃っていなければ、数種の出目を除いたほぼ全てがリーチ目となる。
- ビッグボーナスの期待獲得枚数は260枚程度。リプレイはずしの効果は+20枚程度。レギュラーボーナスはない。

チャレンジタイム
- ビッグボーナス終了後はもれなくCT抽選（CTルーレット）が発動し、リール窓下部の8連LEDのうちの右半分（5-8）に停止すればCTに突入する。突入率は50％。スローパターンに移行するタイミングによって期待度が激変し、CT確定パターンも存在する（落選確定パターンもあり）。なお、CTの当否についてはビッグボーナス成立時に同時抽選されている。
- CTは純増201枚以上の獲得か150ゲーム消化、またはビッグボーナス成立で終了となる。
- CT中はJACゲームなどに使われるゲーム数の表示ランプ1個が純増25枚を示している。ランプの色が赤…デカチリ（15枚）、黄…帽子（7枚）、緑…サボテン（3枚）と狙うべき絵柄を指示してくれる。ランプが黄色か緑色になるとBGMも変化する。
- CT中は、BGMが変わるまでひたすらデカチリを狙い続け、その後はサボテンを揃え続けたり絵柄をはずしたりしながら現状維持を行う打ち方が基本となる。
- また、上級者向けには、2枚掛けでデカチリと帽子の複合役を揃え続けるという方法もある。帽子を揃えるために中・右リールのビタ押しが要求されるものの、2枚掛けの特性上ボーナス抽選確率が低下するため、わずか数ゲーム程度でのビッグボーナス成立（いわゆる即パン）を極力回避できるというメリットがある。
- 最初に止めるリールのみ引き込み制御が働く（残りリールは直ちに停止）。変則打ちだと引き込む絵柄が変化するため、打ち方を使い分けることで現状維持時に絵柄の狙い分けをある程度簡略化できる。例えば、中押しの場合はサボテンを中段に引き込む制御（引き込み範囲内の場合）となり、サボテン揃えがしやすくなる。枚数調整としては有用ではないが、順押しでは下段寄りにしか停止しないデカチリを上段寄り（払い出しは9枚）に止めることも可能。

その他
- リーチ目についても秀逸のものが多くあり、特に左リールのサボテン・白7・白7（通称サシシ）や中リール青7・チリ･白7（通称アチシ）は本機の代名詞ともされており、パチスロ漫画誌においても題材として度々取り上げられていた。また、サシシ以外にも、左リールサボテン・サボテン・白7からのサボテン小V型（通称ササシサボコブ）等、エレクトロコインジャパンの血を濃く受け継ぐリーチ目を有している。なお、1リール小役ハズレ型の白7・白7・帽子は2コマ滑りなら1リール確定。
- リプレイ絵柄は鳥類の化石が描かれているが、設定上では「ルドンコー」と名付けられており、クランキーコンドルの先祖であることを示唆する解説がされていた（公式HPでの機種紹介より。現在は削除されている）。

後継機
- 後継機に『デルソル2』がある。また後継の『アステカレジェンドR』『アステカリターンズR』とともにシリーズ化した。
- アステカシリーズではないが『ワードオブライツ』 は本機とほぼ同じゲーム性である。

## ボーナス確率
| 設定 | BIG     | 機械割(1) | 機械割(2) |
| ---- | ------- | --------- | --------- |
| 1    | 1/315.1 | 92.1%     | 92.1%     |
| 2    | 1/273.1 | 97.9%     | 97.9%     |
| 3    | 1/244.5 | 99.4%     | 103.0%    |
| 4    | 1/221.4 | 101.1%    | 108.0%    |
| 5    | 1/202.3 | 104.3%    | 113.0%    |
| 6    | 1/180.0 | 107.4%    | 119.9%    |

※機械割(1)はメーカー発表値
※機械割(2)は『パチスロ　アルゼ王国ポケット　アステカ』（ネオジオポケット用ソフト）による数値

## 実機シミュレーション
- パチスロ アルゼ王国2 （プレイステーション用 ソフト）
- パチスロ アルゼ王国ポケット アステカ（ネオジオポケットカラー用 ソフト）